# رقیق قیروانی
ابواسحاق، ابراهیم بن قاسم قیروانی شهرت‌یافته به رقیق یا ابن رقیق (؟ -۱۰۳۴م) ادیب، شاعر، تاریخ‌نگار و نویسنده تونسی بود که نزدیک به نیم‌قرن در دولت صنهجانی به کتابت مشغول بود. ابن خلدون و یاقوت حموی او را در نویسندگی و تاریخ‌نگاری ستوده‌اند. تاریخ إفریقیه و المغرب، کتاب النساء، نظم السلوک فی مسامرة الملوک، قطب السرور فی وصف الأنبذة و الخمور از آثار اوست. رقیق در سال ۳۸۸ق به مصر سفر کرد و سپس به میهن خود بازگشت و همان‌جا درگذشت.